# Aleiodes tulensis
Aleiodes tulensis är en stekelart som beskrevs av Fortier 2006. Aleiodes tulensis ingår i släktet Aleiodes och familjen bracksteklar. Inga underarter finns listade i Catalogue of Life.